# Irakisk-kurdiska kriget (1974–1975)
Andra irakisk-kurdiska kriget var en väpnad konflikt som utkämpades från april 1974 till mars 1975 mellan irakiska regeringen med stöd av Sovjetunionen och Kurdistans demokratiska parti (KDP) med stöd av USA. Israel och Iran. Kriget avbröts efter Algeravtalet mellan Irak och Iran år 1975, och KDP lämnade Irak och drog sig tillbaka till Iran. Uppskattningsvis 17 000 människor dödades i striderna och hundratusentals kurder tvingades på flykt under och efter kriget.

## Bakgrund
Efter första världskriget delades det Osmanska riket på ett sätt som innebar att det område som bebos av kurder hamnade i flera olika länder. Kurderna i norra delen av Irak har sedan  genomfört en rad revolter mot den brittisk-stödda arabiska centralmakten. Kung Faisal II av Irak störtades i en militärkupp 1958 och efter en ny kupp 1963 bildades en rad regeringar med anknytning till Baathpartiet. 1961-1970 utspelades ett långvarigt gerillakrig. Kurdiska peshmergasoldater från Kurdistans demokratiska parti under ledning av Mustafa Barzani bekämpade den irakiska regeringsarmén, som fick stöd ifrån bland andra USA och Syrien. Under kriget skedde massiva bombningar av kurdisk landsbygd, bland annat med napalm från USA.
1966 vann de kurdiska styrkorna en avgörande seger i slaget vid Hendrenbergen vilket ledde till vapenstillestånd och fredsförhandlingar. I en ny kupp 1968 tog Baathpartiet makten i Irak och striderna återupptogs. 1970 slöts ett fredsavtal som skulle ge kurdisk autonomi de provinser där kurderna var i majoritet. Avtalet genomfördes dock inte. Istället inledde regimen "arabisering" av bland annat de oljerika områdena Kirkuk och Khanaqin. Kurdiska jordbrukare fördrevs och deras mark gavs till fattiga araber från södra Irak.

## Kriget
I januari 1972 återupptog KDP sin väpnade revolt men regeringstrupperna slog ned upproret. Vintern 1973 -1974 hölls förhandlingar där regeringen föreslog avtal som inte accepterades av den kurdiska sidan. I mars 1974 inledde KDP en ny offensiv, nu med stöd från USA, Iran och Israel. Regeringen svarade med bombräder mot kurdiska baser och byar. Uppskattningsvis 100 000 kurder flydde till Iran under 1974.
I februari 1975 skickade Sovjetunionen 40 militärflygplan till regeringssidan som stöd i kriget mot kurderna. I mars 1975 slöt Irans och Iraks regeringar Algeravtalet  som gällde den södra delen av gränsen mellan länderna. Där fastslogs att gränsen mellan länderna skulle gå vid Shatt al-Arab (Arvand Rud). I utbyte skulle Iran sluta stötta rebellerna i norra Irak med militär utrustning och finansiering. Dessa drastiskt ändrade styrkeförhållanden gjorde att de irakiska regeringsstyrkorna kunde besegra peshmergaarmén den 2 maj 1975.
I krigets slutskede under våren 1975 flydde Mustafa Barzani, KDP-krigarna och andra kurder till Iran, totalt uppskattningsvis 150 000 personer utöver de cirka 130 000 som redan hade flytt. Cirka 10 000 kurdiska rebeller och 7000 regeringssoldater beräknas ha dödats i kriget.

## Efter kriget
Baathregeringen fortsatte att fördriva kurder från gränsområdena mot Iran och Turkiet, både genom att tvångsförflytta dem till andra delar av Irak och genom att framtvinga flykt till grannländerna. Under 1988-talet genomförde regeringen under Saddam Hussein massiva bomb-och giftgasangrepp som kallades Operation Anfal och som av internationella organisationer klassas som ett folkmord riktat mot kurderna. Som en följd av de internationella militärinsatserna i Kuwaitkriget genomfördes 1991 de facto autonomi för Irakiska Kurdistan, med de begränsningar som kan härledas till avtalet från 1970. Kirkuk och vissa andra områden är fortfarande (2024) omstridda.